# Божи су Боа
Божи су Боа (фр. Beaugies-sous-Bois) насеље је и општина у североисточној Француској у региону Пикардија, у департману Оаза која припада префектури Компјењ.
По подацима из 2011. године у општини је живело 90 становника, а густина насељености је износила 23,02 становника/km². Општина се простире на површини од 3,91 km². Налази се на средњој надморској висини од 90 метара (максималној 181 m, а минималној 67 m).

## Демографија
| 1962. | 1968. | 1975. | 1982. | 1990. | 1999. | 2011. |
| ----- | ----- | ----- | ----- | ----- | ----- | ----- |
| 72    | 79    | 87    | 82    | 83    | 83    | 90    |

График промене броја становника у току последњих година